# Likodra
Likodra (cyr. Ликодра) – wieś w Serbii, w okręgu maczwańskim, w gminie Krupanj. W 2011 roku liczyła 698 mieszkańców.